# 离格
离格（英語：ablative case，缩写： ABL），又称奪格、从格，是一種格，有些語言在表示離開某個地方或表示某個東西從某些地方來時會用到這個格。該格有出现在拉丁语、梵语等原始印欧语系语言中，但是蒙古语，藏语、芬兰语中也有类似的格。

## 拉丁语
拉丁语的离格（拉丁語：casus ablativus）同时具有离格、工具格和方位格的功能。除此之外，拉丁语的离格还具有其他许多功能，包括原因离格（表明由什么产生）、时间离格（表示“在某一时间”，来源于方位格）、做某些動詞的受詞以及绝对离格。

## 芬蘭語
在芬兰语中，离格是六种位置格之一，表示“从某个表面/平面”出来，和出格（elative“从某种东西里面”出来）有明显的区别。
除了离格和出格，芬兰语位置格还包括：
- 内格（inessive case）
- 接格（adessive case）
- 入格（illative case）
- 向格（allative case）

## 各個格的相對關係
芬兰语、爱沙尼亚语和匈牙利语等乌拉尔语系常见的方位格如下：
|      | 静止 | 起点 | 终点 | 使役(成份) |
| ---- | ---- | ---- | ---- | ---------- |
| 内部 | 内格 | 出格 | 入格 | 上格       |
| 外部 | 接格 | 离格 | 向格 | 頂格       |

## 突厥诸语
在突厥诸语的研究与教学中，离格一般称为从格，突厥诸语普遍具有離格(从格)的語法結構。

### 古突厥语
古突厥语的離格(从格)可以表达行为或事物的来源、原因等意义，还可以表示比较，離格(从格)后缀为-DIn/-DUn，在回鹘文文献与摩尼教文献中也见-DAn。
如äw-din“从屋子里”，käyiktän“从野兽那里”。

### 土耳其语
離格(從格)在土耳其語除了可以表達空間或時間推移上的起始點外，也可用於以闡述原因、或則表示某物體的組成原料。而土耳其语的離格(从格)后缀为-DAn。如ev-den“从屋子里”，attan“从马那里”。。İstanbul'dan lokum aldım. (我在伊斯坦堡買了土耳其式軟糖)。

## 楚科奇语
在楚科奇语中，离格后缀-jpə使阴性的词根变成阳性：kupre-n “网络”的离格形式是kopra-jpə。

## 藏語
藏語中的離格(從格) -ནས་ལས nas las/-ལས las，還用於比較對象。ཁྲུང་ཁྲུང་ལས་རྨབྱ་གཟུགས་མཛེས། “孔雀比鹤漂亮”。ཁྲུང་ཁྲུང（鹤）+ལས（las）比鶴。

## 參閱
- 語法格列表
- 主格
- 宾格
- 与格
- 呼格
- 主动格
- 属格

## 外部連結
- What is the ablative case? （页面存档备份，存于）
- Ablative case in Hungarian （页面存档备份，存于）